# Мачкер
Мачкер (енгл. CatDog) америчка је анимирана телевизијска серија коју је створио Питер Ханан за Nickelodeon. Серија прати шашаве смицалице сијамских близанаца са златним крзном, од којих је једна половина пас, а друга половина мачка. Nickelodeon је серију продуцирао из Бербанка (Калифорнија). Прва епизода је емитована 4. априла 1998. године након доделе награди по избору деце, након чега је серија званично премијерно приказана у октобру исте године. Слично томе, епизода 2. сезоне — „Fetch” — премијерно је приказана 1998. у биоскопима пре званичног емитовања на телевизији.
Серија је завршена 15. јуна 2005, након емитовања четири сезоне са укупно 66 епизода током 7 година, као и две продуциране епизоде које никад нису емитоване. Мачкер је рађен у продукцији Nickelodeon Animation Studio-а и Peter Hannan Productions-а, а објављена је у DVD издању у 1. региону у дистрибуцији Shout! Factory-а.

## Ликови
- Мачак — паметнији и лукавији. Често вара Кера да би добио оно што жели, али скоро увек сви његови планови се изјалове. Често се свађа са Кером, који је једном хтео да га поједе. Упркос овоме воле се јер су ипак браћа. Интелингентан је, али ипак жели да постане богат. Жели да све буде чисто, и као све мачке има страх од воде.
- Кер — срећнији, наивнији и наравно шепртља. Он је типичан одан пас, који се за сваки задатак лако наговори. Ипак, у томе га увек нешто спречава, и зато увек упада у невоље. Никад не обраћа пажњу на оно што му Мачак говори и увек срља у опасност. Као и сваки пас, воли да претура по смећу, вија мачке и увек остави неред за собом.
- Баки — Кућни миш који живи у Мачкеровој кући у рупи на зиду. Иако је миш, веома је културан и прича шатровачки (у оригиналној верзији бруклинским нагласком). Веома је паметан и добар пријатељ са Мачком, иако га се боји јер га је једном покушао појести. Ипак воли Мачера, и мало је љубоморан на њихов однос. Његова фраза је: „Шта сте ви? Лудаци?”.

## Епизоде
| Сезона | Сезона | Епизоде | Епизоде | Оригинално емитовање | Оригинално емитовање |
| Сезона | Сезона | Епизоде | Епизоде | Премијера            | Финале               |
| ------ | ------ | ------- | ------- | -------------------- | -------------------- |
|        | 1.     | 20      | 20      | 4. април 1998.       | 29. октобар 1998.    |
|        | 2.     | 20      | 20      | 15. фебруар 1999.    | 16. март 2000.       |
|        | 3.     | 20      | 20      | 9. октобар 1999.     | 18. мај 2001.        |
|        | 4.     | 8       | 8       | 25. новембар 2000.   | 15. јун 2005.        |